# Hechos 23

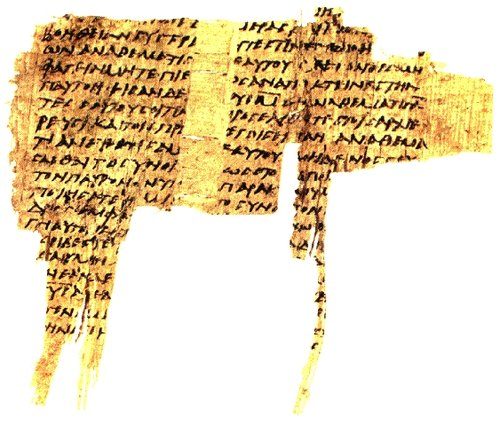
Hechos 23:11-17 en el Papiro 48, escrito hacia el año 250 d.C.

Hechos 23 es el vigésimo tercer capítulo de los Hechos de los Apóstoles del Nuevo Testamento de la  Biblia cristiana. Registra el período de encarcelamiento de Pablo en Jerusalén y luego en Caesarea. El autor del libro que contiene este capítulo es anónimo, pero la tradición cristiana primitiva afirmó uniformemente que Lucas compuso este libro así como el Evangelio de Lucas.

## Texto
El texto original fue escrito en griego koiné. Este capítulo está dividido en 35 Versículos.

### Testigos textuales
Algunos manuscritos tempranos que contienen el texto de este capítulo son:
- Papiro 48 (c. 250 d.C.)
- Codex Vaticanus (325-350)
- Codex Sinaiticus (330-360)
- Códice Bezae (c. 400)
- Codex Alexandrinus (400-440)
- Codex Ephraemi Rescriptus (c. 450; existen los Versículos 1-17)
- Codex Laudianus (c. 550)

## Localizaciones
Los acontecimientos de este capítulo tuvieron lugar en Jerusalén, Antipatris y Caesarea.

## Pablo ante el Sanedrín (Versículos 1-10)
Esta sección continúa el registro del juicio de Pablo ante el Sanedrín del capítulo anterior. El tribuno ordenó que el sanedrín se reuniera (Hechos 22:30) en calidad de asesor para ayudarle a «determinar si Pablo tenía o no un caso que responder» según la ley judía.

### Versículo 2
Y el sumo sacerdote Ananías ordenó a los que estaban junto a él que le golpearan en la boca. 
- «El sumo sacerdote Ananías» (Versículo 2; cf. 24:1) es Ananías hijo de Nebedeo, que fue nombrado por Herodes de Calcis en el año 47 d.C., y sustituido en el 59.[4][2]

### Versículo 5
Pablo respondió: «Hermanos, no me di cuenta de que era el sumo sacerdote; porque está escrito: 'No hables mal del jefe de tu pueblo".
El texto citado está tomado de Éxodo 22:28:
No injuriarás a Dios, ni maldecirás a un gobernante de tu pueblo..
Pablo cita la ley judía para mostrar su voluntad de cumplir esa ley.

### Versículo 6
Pero cuando Pablo se dio cuenta de que una parte eran saduceos y la otra fariseos, gritó en el concilio:
«¡Hombres y hermanos, soy fariseo, hijo de fariseo; respecto a la esperanza y la resurrección de los muertos estoy siendo juzgado!»

## Tramas y contratramas (versículos 11-22)
Tras el juicio, Pablo recibe 'la confirmación privada' de que las cosas que le suceden 'forman parte del plan de Dios' (versículo 11) y la primera indicación de que «su “testimonio” en Roma no será como misionero sino como prisionero». Cuando «los judíos» (término utilizado por Lucas para referirse a «los que se oponen a Pablo») deciden asesinarlo (Versículos 12-15). El sobrino de Pablo (Versículo 16) transmite esta información a Pablo (y a Lucas) por lo que Pablo recibe «una escolta de gran calidad» hasta Cesarea (Versículos 23-24).

### Versículo 11
Pero la noche siguiente el Señor se puso a su lado y le dijo:
«Ten buen ánimo, Pablo; porque así como has testificado por mí en Jerusalén, así también debes testificar en Roma.»
Durante años Pablo tuvo la ambición de predicar el evangelio en Roma, la gran capital del imperio (Romanos 1:13; Romanos 15:23), y la reconfortante palabra de Jesús («Ten buen ánimo») refleja lo que Jesús había 'prometido y predicho' en Juan 16:33. ("En el mundo tendréis tribulación, pero en mí tendréis paz”).

### Comentarios a los versículos 11-22
Ciertos judíos, no todos, enceguecidos por su fanatismo, se juramentaron para matar a Pablo,

...pero no hay sabiduría, prudencia ni consejo contra Dios (…). Y aunque éstos tramen planes, se juramenten y tramen insidias, el Apóstol será protegido para que, tal como se le ha dicho, rinda testimonio de Cristo en Roma.

En este pasaje se destaca una importante lección sobre la providencia divina: Dios puede actuar tanto de manera extraordinaria como a través de medios humanos comunes. En algunos momentos, como en otras liberaciones milagrosas de los apóstoles, Dios interviene de manera sobrenatural, mostrando su poder de forma evidente. Sin embargo, también puede utilizar circunstancias ordinarias, como las relaciones familiares, para cumplir su plan. En este caso concreto, el sobrino de Pablo juega un papel clave para salvarlo de una conspiración, lo que indica que incluso en situaciones aparentemente comunes o cotidianas, Dios sigue orquestando los eventos según su voluntad. Aunque no se tienen más datos sobre la hermana y el sobrino de Pablo, su participación en este momento de la historia refleja que cualquier persona puede ser instrumento de Dios en la ejecución de sus propósitos. Ambos procedimientos —lo milagroso y lo ordinario— forman parte de la providencia divina, lo que nos enseña a estar atentos a cómo Dios obra en nuestras vidas de formas diversas.

## Pablo enviado a Cesarea (Versículos 23-30)
La necesidad y la amplitud de la escolta militar para el traslado de Pablo de Jerusalén a Cesarea (Versículos 23-24) indican el peligro en los caminos en esta época, lo que corrobora el historiador Flavio Josefo El tribuno Claudio Lisias, «escribió una carta» (versículo 25), contando «la historia del modo más halagador para sí mismo» (versículo 27), pero «por lo demás redunda en beneficio del gobernador» lo que los lectores ya habían sabido.

### Versículos 23-24
23 Y llamó a dos centuriones, diciendo: «Preparad doscientos soldados, setenta jinetes y doscientos lanceros para ir a Cesarea a la tercera hora de la noche; 24 y proveed monturas para montar a Pablo, y llevadlo sano y salvo a Félix el gobernador».
- Se menciona a «Félix el gobernador» por primera vez en el libro.[2] Según los registros históricos, Félix era «un liberto, hermano del secretario imperial Pallas»,[15] fue nombrado por Claudio procurador de Judea hacia el año 52 d.C. hasta el 60 y generalmente se le consideraba cruel y corrupto[16] incluso fue acusado por los judíos de Cesarea tras su retirada del cargo[17][2] Fue sustituido por Festo.[18] 182[2]

## El viaje a Cesarea (versículos 31-35)
Cesarea se encuentra a unos 110 kilómetros de Jerusalén por carretera, y Antipatris (versículo 31) está más o menos a mitad de camino, «en el punto donde la carretera de las colinas se cruza con la que va hacia el norte desde Lida a lo largo de la llanura costera». Pablo fue entonces detenido en el pretorio de Herodes (versículo 35), donde algunos eruditos han sugerido que es el lugar en el que podría haberse escrito la Epístola a los Filipenses (cf. Filipenses 1:13), como opiniones alternativa a Roma.

### Versículo 31
Entonces los soldados, como se les había ordenado, tomaron a Pablo y lo llevaron de noche a Antipatris..
- «Antipatris», en el camino de Jerusalén a Caesarea (a 26 millas de distancia de Cesarea), fue construida por Herodes el Grande (Herodes I), que le puso el nombre de su padre «Antípatro».[21]

### Versículo 33
Cuando llegaron a Caesarea y hubieron entregado la carta al gobernador, también le presentaron a Pablo..
- «Presentaron»: del griego: πάρεστησαν, parestēsan,[23] es una palabra 'particularmente usada para poner a alguien ante un juez' (cf. Romanos 14:10, y la suscripción de 2 Timoteo).[24]

## Comentario final
Estos versículos y los siguientes de los capítulos finales componen la última sección del libro. Lucas describe detalladamente tanto el proceso de Pablo como su viaje hasta Roma. A lo largo de las páginas, el lector va comprobando que todos los personajes que oyen o juzgan a San Pablo afirman su inocencia de las acusaciones que se le imputan: el cristianismo es una religión que no va contra los principios constitucionales del Imperio romano.
Lucas describe de forma escueta la forma en que Pablo va a ser juzgado según el derecho romano. Los datos que recoge tanto del proceso judicial como de los personajes que intervienen en él —Félix, Festo, etc.— se corresponden con lo que se conocen de la época a través de los documentos profanos. Félix era procurador o prefecto de Judea desde el año 52. Era un liberto, que había llegado excepcionalmente a un alto cargo, pero que, en frase de Tácito en su obra Historiae 5,9, «ejercía poder de un rey con mente de esclavo». Deshizo varias revueltas, pero su dureza excesiva en la represión provocó su relevo en el 60. La carta del tribuno Claudio Lisias es el único documento epistolar profano del Nuevo Testamento. Antipatris estaba a medio camino entre Jerusalén y Cesarea. Félix actúa según el derecho romano. Podía haber remitido el caso al legado de la provincia de Siria, a la que entonces pertenecía la región de Cilicia, patria de Pablo, pero prefirió retenerlo. El «pretorio de Herodes» era un palacio construido por Herodes el Grande en Cesarea Marítima, utilizado más tarde como residencia del prefecto romano de Judea.